# Карнахин, Юрий Григорьевич
Юрий Григорьевич Карнахин (17 мая 1947, Москва — 21 июля 1988, Москва) — советский футболист, нападающий.

## Биография
Юрий Карнахин родился 17 мая 1947 года в городе Москва.
Занимался футболом в московской ДЮСШ «Спартак».
Играл на позиции нападающего. В 1967—1968 годах выступал во второй группе класса «А» за ашхабадский «Строитель». В первом сезоне забил 9 мячей в 29 матчах, во втором — 8 голов в 30 поединках.
В 1969 году перебрался в московский «Локомотив», выступавший в первой группе класса «А», провёл 6 матчей, забил 1 гол. Также на его счету 2 мяча за дубль «Локомотива». В 1970 году, после того как железнодорожники вылетели из высшего эшелона, провёл 24 матча в первой группе класса «А», забил 3 гола.
В 1971 году перебрался во фрунзенский «Алга», провёл 8 матчей в первой лиге, забил 1 мяч. По ходу сезона перешёл в ярославский «Шинник», на том же уровне сыграл 13 поединков, забил 2 гола. В 1972 года провёл только 4 матча.
В 1973—1975 годах защищал цвета дзержинского «Химика» во второй лиге. Самым результативным стал сезон-74, в котором забил 18 мячей. Всего за три сезона на счету Карнахина 35 голов.
В 1976 году выступал в первой группе чемпионата Москвы за «Фили».
Умер 21 июля 1988 года в Москве.